# Clemente XII
Clemente XII (Florencia, 7 de abril de 1652-Roma, 6 de febrero de 1740) de nombre secular Lorenzo Corsini Strozzi, fue el 246.º papa de la Iglesia Católica desde su elección en 1730 hasta su muerte en 1740, así como obispo de Roma y soberano de los Estados Papales.
Pese a su avanzada edad, fue elegido como un papa de transición, debido a espíritu ilustrado. Llevó al superávit las finanzas papales, lo que lo llevó a favorecer las artes, las ciencias y la urbanística con obras públicas romanas como la fontana de Trevi, la capilla Corsini, los Museos Capitolinos (primer museo público de la historia) y la fachada de la archibasílica de San Juan de Letrán.
Clemente XII fue el primer pontífice en condenar la masonería internacional y ordenar la excomunión de sus miembros a través de la bula In eminenti apostolatus; además de promover una campaña de evangelización.

## Biografía

### Inicios
Lorenzo Corsini Strozzi nació en Florencia, Sacro Imperio Romano Germánico, el 7 de abril de 1652, en el seno de una familia noble de la región, con parentela vinculada a los círculos de poder del Vaticano. 
Hizo sus primeros estudios en Florencia con preceptores privados, y luego los continuó en el Collegio Romano. En 1680 se doctoró en derechos civil y canónico en la Universidad de Pisa bajo la dirección de su tío Neri Corsini seniore, cardenal del título de Ss. Nereo ed Achilleo.

### Carrera eclesiástica
A la muerte de su padre en 1685, Lorenzo negoció con sus hermanos la renuncia a la primogenitura, y con ello perdiendo sus derechos herenciales, y accedió al estado clerical (a la vida religiosa), ingresando en la Cámara Apostólica de Roma.
Siguiendo lo que era habitual en la época, compró por 30 000 escudos el cargo de regente de la Cancillería Apostólica, y en 1690 el cargo de presidente de la Grascia (organismo pontificio encargado de la fijación de los precios de las mercaderías en los Estados de la Iglesia) por otros 80 000 escudos.

#### Episcopado y cardenalato

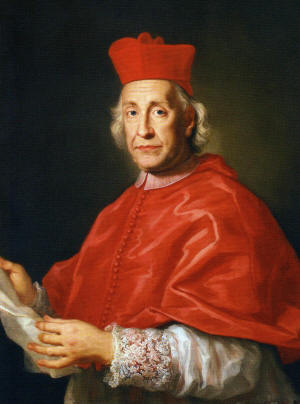
Cardenal Corsini, por el artista italiano Francesco Trevisani.

Este mismo año fue consagrado arzobispo titular de Nicomedia y nombrado nuncio (embajadior) en Viena, cargo que no llegó a ocupar por diferencias entre el papa Alejandro VIII y el emperador Leopoldo I. En 1695 fue nombrado tesorero y recaudador general de la Cámara Apostólica, superintendente del Castel Sant'Angelo y comisario naval de los Estados de la Iglesia. En 1691 fue aclamado miembro de la Academia de la Arcadia con el nombre de Lerimo Alifireo.
En 1706 el papa Clemente XI lo nombró cardenal del título de S. Susanna, que en 1720 cambió por el de S. Pietro in Vincoli. Participó en los cónclaves de 1721 y 1724 en los que resultaron elegidos los papas Inocencio XIII (cardenal Michelangelo Conti) y Benedicto XIII (C. Pietro Francesco Orsini), respectivamente. Este último lo nombró, en 1725, cardenal obispo de Frascati.

### Papado (1730-1740)

#### Elección
A la muerte de Benedicto XIII, parecía segura la elección del cardenal Giuseppe Renato Imperiali, del título pro illa vice de S. Giorgio in Velabro, que mantenía una posición de equilibrio entre las dos corrientes del cónclave, la borbónica y la imperial. La muerte de dos cardenales electores dejaron al cardenal Imperiali a un solo voto de la proclamación, que parecía ya inminente. 
En este momento el cardenal Cornelio Bentivoglio, del título de S. Cecilia y camarlengo, presentó el veto interpuesto contra él por el rey Felipe V de España, quien era borbón. Como consecuencia de ello, se necesitaron cuatro meses de deliberaciones para que hubiera una mayoría en torno a Corsini. Él fue elegido papa el 12 de julio de 1730 y cuatro días después lo coronó el cardenal Lorenzo Altieri, protodiácono de S. Agata in Suburra. 
A pesar del delicado estado de su vista y su avanzada edad (tenía 77 años) sin duda Corsinia era una de las personalidades más eminentes de la curia romana en ese momento. Sus compañeros cardenales vieron en él a un papa de trancisión, porque suponían que moriría prematuramente, pero también por su pensamiento ilustrado.

#### Política fiscal

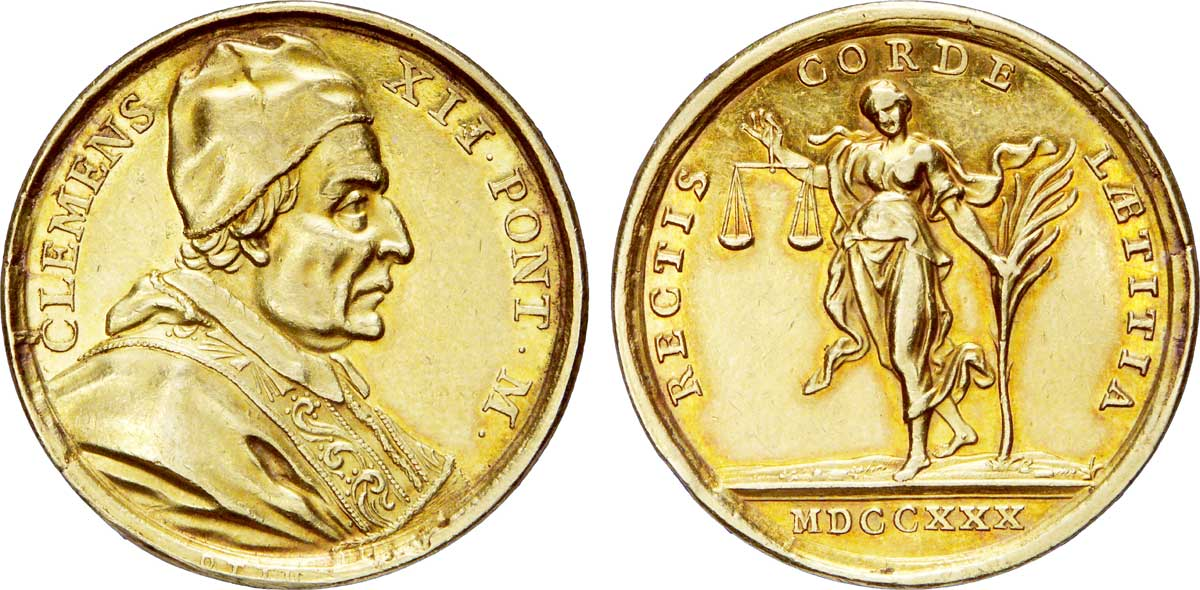
Clemente XII, 1730

Sus primeros movimientos como papa fueron restaurar las finanzas pontificias, ya que su antenecesor había dejado en bancarrota a los estados papales. Clemente XII exigió la restitución de capitales y prebendas por parte de los ministros que habían abusado de la confianza del difunto pontífice. El principal responsable, el cardenal Niccolò Paolo Andrea Coscia, del título pro illa vice de S. Maria in Dominica y arzobispo de Benevento, fue juzgado en 1731 por los cargos de robo, fraude, extorsión y falsedad documental. Fue duramente multado, desposeído de la púrpura, sentenciado a diez años de cárcel y al año siguiente excomulgado. La pena de excomunión ferendae sententiae le fue levantada por el mismo Clemente XII en 1734. 
Las finanzas papales mejoraron cuando restauró la lotería pública, la cual había sido suprimida por la actitud moralista de Benedicto XIII (ya que entre los católicos los juegos de azar sin moderación están vistos como un vicio que conlleva a la comisión de pecados). Pronto esta acción aportó a las arcas papales el monto anual de medio millón de escudos, lo que le permitió realizar los extensos programas de renovación urbana por los cuales es recordado, pero que nunca pudo ver completados. 

#### Urbanismo y arquitectura

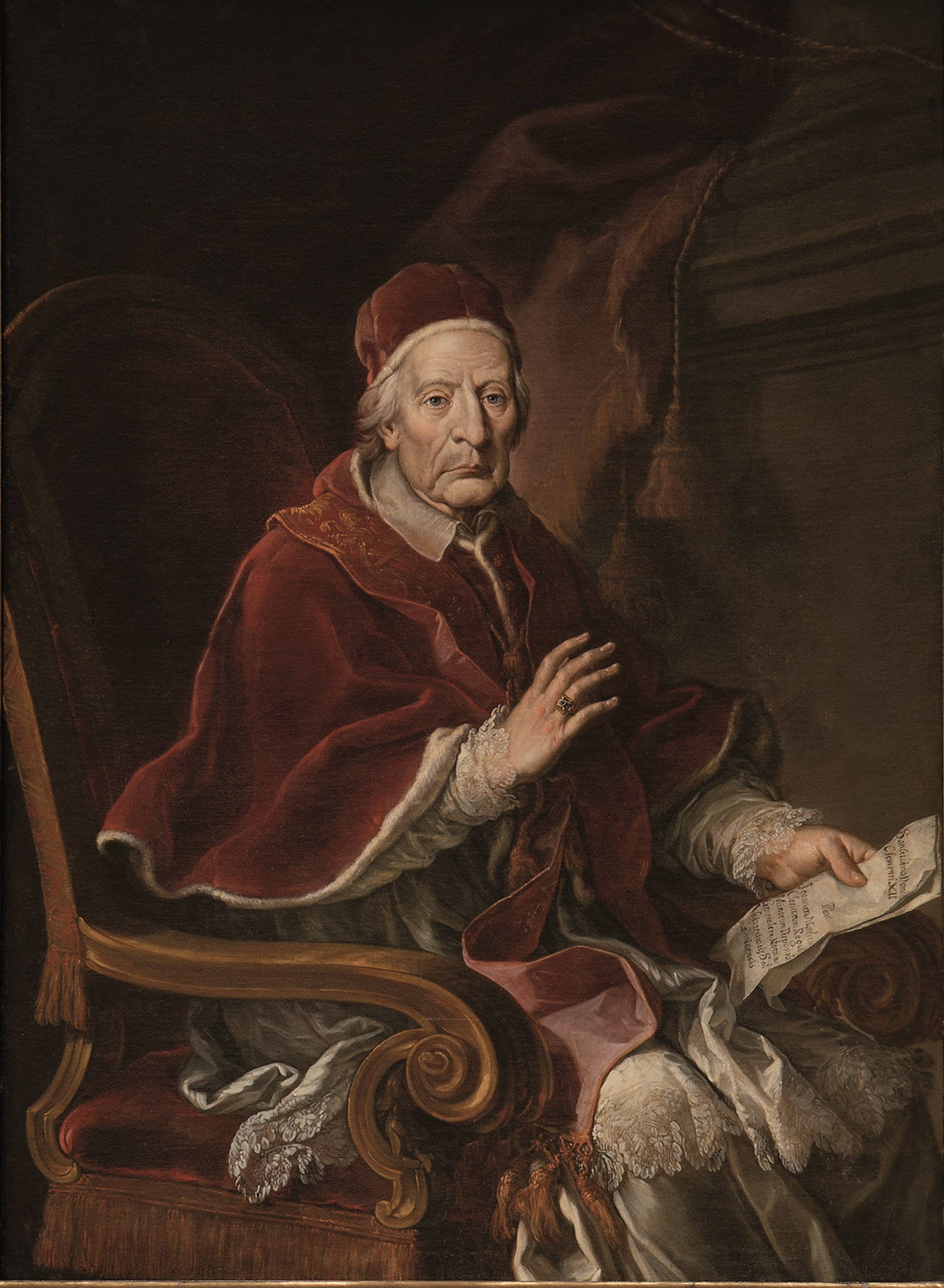
Retrato del papa Clemente XII. obra anónima de 1739. (Universidad de Salamanca).

En efecto, en la Ciudad Eterna hizo construir la nueva fachada de la Basílica de San Juan de Letrán (obra adjudicada por concurso público al arquitecto Alessandro Galilei), comenzó los trabajos de la Fontana di Trevi (que encargó al arquitecto Nicola Salvi a pesar de que no ganó el concurso para tales menesteres), restauró el Arco de Constantino y construyó el palacio gubernamental de la Consulta, en la colina del Quirinal. También ordenó empedrar las calles de Roma y las principales carreteras que comunicaban con la ciudad y se construyó el puerto de Ancona, con una carretera que brindaba un fácil acceso al interior.
Aunque desde poco después de ser elegido ya estaba completamente ciego, supo rodearse los eficaces colaboradores escogidos especialmente dentro de su propia familia y de la clientela de la misma, en un ejercicio de nepotismo que en este caso resultó muy útil. Con todo, la fiebre constructora de su pontificado y la regresión económica en los territorios de los Estados de la Iglesia dejaron las finanzas papales a unos niveles de precariedad parecidos a los que había encontrado cuando inició su pontificado.
En temas eclesiásticos, durante su pontificado promulgó el primer decreto papal contra la Masonería (1738), la bula In Eminenti. Beatificó al papa Benedicto XI (1736) y procedió con vigor en contra de los jansenistas franceses. Hizo campañas para la reunión entre los católicos y las Iglesias ortodoxas, recibió al patriarca de la Iglesia copta y persuadió al patriarca de Armenia de levantar el anatema en contra del Concilio de Calcedonia y el papa León I el Magno.

#### Canonizaciones
Durante su pontificado Clemente XII canonizó al sacerdote francés Vicente de Paúl (fundador de los padres vicentinos y las hermanas paúles), al también francés Juan Francisco Régis (misionero), a la religiosa italiana Juliana Falconieri, y a la noble italiana Catalina de Génova (descendiente del papa Inocencio IV) todos ellos el 16 de junio de 1737.

#### Nepotismo y controversias
Clemente XII compró la colección de antigüedades del purpurado Annibale Albani, entonces cardenal obispo de Sabina, para la galería papal. Para su propia familia compró y amplió el Palazzo Riario (actualmente Palazzo Corsini) en el Trastevere, donde años después su sobrino Neri Maria Corsini iuniore, cardenal diácono de S. Eustachio y secretario de la Congregación de la Inquisición, fundaría la célebre biblioteca que lleva su nombre.
En 1738, para evitar su exportación, adquirió a la familia de impresores Rossi su enorme fondo de planchas calcográficas (unas 7000), que incluía obras maestras de múltiples grabadores italianos y extranjeros a partir de la época del grabador renacentista Marcantonio Raimondi. Con este fondo creó la "Calcografia Camerale", luego llamada "Regia" y actual "Calcografia Nazionale" (Calcografía Nacional de Italia), famosa por sus planchas del pintor Giovanni Piranesi.

### Muerte
Clemente XII falleció en Roma, el 6 de febrero de 1740 a los 87 años de edad, siendo uno de los papas más longevos respecto a su edad, de la historia de la Iglesia. Dos años después sus restos fueron trasladados a la Basílica de San Juan de Letrán y depositados en la capilla que el mismo papa había mandado construir en honor de san Andrés Corsini, miembro de su familia.

## Familia
Era el primogénito del conde palatino Bartolomeo Corsini y de su esposa Elisabetta Strozzi, de la casa marquesal de Forano. Fue sobrino, primo y tío de cardenales.
Su tío fue el cardenal Neri Corsini. Era pariente del obispo Andrés Corsini y de sus parientes descienden los nobles italianos Ludovico y María Corsini.

| Predecesor: Benedicto XIII | Papa 12 de julio de 1730-6 de febrero de 1740 | Sucesor: Benedicto XIV |